# Veliko Trojstvo
Veliko Trojstvo je općina u Hrvatskoj.

## Općinska naselja
Ćurlovac, Dominkovica, Grginac, Kegljevac, Maglenča, Martinac, Paulovac, Malo Trojstvo, Višnjevac, Vrbica i Veliko Trojstvo

## Stanovništvo
Nakon stjecanja samostalnosti Republike Hrvatske, već 1993. godine dolazi do razvoja lokalne uprave i samouprave, te se nakon trideset godina ponovo formira Općina Veliko Trojstvo sa sjedištem u Velikom Trojstvu.
Općina obuhvaća sljedeća naselja : Ćurlovac, Dominkovica, Grginac, Kegljevac, Maglenča, Martinac, Paulovac, Malo Trojstvo, Višnjevac, Vrbica i Veliko Trojstvo.
Po popisu stanovništva iz 2001. godine, općina Veliko Trojstvo je imala 3092 stanovnika.

### Veliko Trojstvo (naseljeno mjesto)
- 2001. – 1291
- 1991. – 1295 (Hrvati – 1248, Srbi – 9, Jugoslaveni – 4, ostali – 34)
- 1981. – 1413 (Hrvati – 1335, Srbi – 41, Jugoslaveni – 21, ostali – 16)
- 1971. – 1576 (Hrvati – 1538, Srbi – 17, Jugoslaveni – 5, ostali – 16)

## Povijest
Prvi povijesni zapisi prikazuju da se Trojstvo spominje 1272. godine. U daljnjim povijesnim zapisima 1316. godine, spominje se postojanje samostana i opatije Sveto Trojstvo oko kojih je postojalo naselje. Iz popisa župa zagrebačke nadbiskupije iz 1334. godine, na bjelovarskom području spominje se župa u mjestu, a 1704. godine podaci govore o nazivu Belloblaczka Vulgo Troisztvo, iz čega se jasno može zaključiti da se naziv odnosi na Veliko Trojstvo. 
Nakon pustošenja Turaka i Mongola u 13. i 14. stoljeću, dolazi do izgradnje zemljanih utvrda (gradišta), o čemu svjedoče novija istraživanja između rukavca Bjelovacke i današnje šume „Lug“, oko 400 metara od željezničke stanice Grginac. Ostatci su pronađeni i na rubu šume Voščenik, zapadno od puta Dominkovica – Vrbica. Značajna su nalazišta keramike na području današnje Općine i to: na križanju puta Maglenča – Stari brijeg, dvorište Milana Grbačića u Grgincu, zapadno od Borovog brijega i između potoka Bjelovacke i Dobrovite. Na području Općine na više mjesta zapažene su mogile, odnosno uzvisine neobičnog oblika koje narod smatra grobovima u kojima su zakopani mongolski poglavice. 
Razvoj Velikog Trojstva i okolnih naselja, temeljen je na povijesnim okolnostima i stalnom napretku. Izgradnjom željezničke pruge Bjelovar – Kloštar 1900. godine i početkom rada tvornice crijepova i cigle u Paulovcu, te otvorenjem rudnika ugljena u Mišulinovcu, stvaraju se bolji uvjeti za razvoj ovih naselja. U Velikom Trojstvu je živio i radio Josip Broz Tito sa suprugom Pelagijom od 1921. do 1925. godine. Radio je u kao strojar u parnom mlinu Samuela Polaka. U Velikom Trojstvu dobio je troje djece. Hinko i Zlatica preminuli su kao mala djeca i pokopani na lokalnom groblju, a treće dijete je Žarko Broz.

## Poznate osobe
- Pavao Kolarić, hrvatski isusovac, umro na glasu svetosti
- Gordana Marta Matunci, hrvatska etnologinja, prosvjetna i kulturna djelatnica
- Juraj Matunci, hrvatski etnolog, prosvjetni i kulturni djelatnik
- Pelagija Bjelousova, prva supruga Josipa Broza Tita
- Žarko Broz, sin Josipa Broza Tita
- Božica Bedić, pjevačica (djevojački Jurić)
- Ružica Tesar Kelčec, novinarka HRT-a
- Josip Bišćan, pisac

## Spomenici i znamenitosti
- Župna crkva Presvetog Trojstva u Velikom Trojstvu
- Bilogorski turistički put

## Obrazovanje
- Osnovna škola Veliko Trojstvo

## Kultura
- KUD Veliko Trojstvo

## Šport
- NK Bilogorac Veliko Trojstvo
- NK Omladinac Ćurlovac
- ŽRK Veliko Trojstvo
- ŠK Bilogorac Veliko Trojstvo